# ريتشارد دين أندرسون
ريتشارد دين أندرسون (بالإنجليزية: Richard Dean Anderson)‏ مواليد 23 يناير 1950 في منيابولس، الولايات المتحدة، هو ممثل ومنتج وملحن أمريكي بدأ مسيرته الفنية عام 1976.

## الأعمال
- ستارغيت إس جي 1
- ستارغيت: كونتينوم

## وصلات خارجية
- ريتشارد دين أندرسون على موقع IMDb (الإنجليزية)
- ريتشارد دين أندرسون على موقع روتن توميتوز (الإنجليزية)
- ريتشارد دين أندرسون على موقع ألو سيني (الفرنسية)
- ريتشارد دين أندرسون على موقع ميوزك برينز (الإنجليزية)
- ريتشارد دين أندرسون على موقع تيرنر كلاسيك موفيز (الإنجليزية)
- ريتشارد دين أندرسون على موقع أول موفي (الإنجليزية)
- ريتشارد دين أندرسون على موقع قاعدة بيانات الأفلام السويدية (السويدية)
- ريتشارد دين أندرسون على موقع إن إن دي بي (الإنجليزية)
- ريتشارد دين أندرسون على موقع قاعدة بيانات الفيلم (الإنجليزية)
- ريتشارد دين أندرسون على موقع كينوبويسك (الروسية)

- الموقع الإلكتروني